# والتر ترايير
والتر ترايير (بالتشيكية: Walter Trier) (و. 1890 – 1951 م) هو مؤلف، ورسام توضيحي، ورسام، وكاتب تشيكي، ولد في براغ، توفي في أونتاريو، عن عمر يناهز 61 عاماً.

## التعليم
تعلم في أكاديمية الفنون الجميلة بميونخ.

## وصلات خارجية
- والتر ترايير على موقع IMDb (الإنجليزية)
- والتر ترايير على موقع ديسكوغز (الإنجليزية)
- والتر ترايير على موقع كينوبويسك (الروسية)
- والتر ترايير في قاعدة بيانات الأفلام على الإنترنت